# SMILEY (szó- és ábrás védjegy)

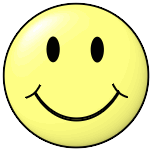

A smiley, magyarul olykor szmájli, egy mosolygó arcot jelképező karika két pont-szemmel és egy szájat jelentő görbe vonallal, általában sárga színben. Az eredetijét Harvey Ball találta ki 1963-ban egy biztosítócég számára. Az arcot a két Spain fivér, Bernard és Murray népszerűsítette tovább, akik pólók, bögrék, gombok, matricák és egyéb tárgyak díszítésére használták fel. A smiley a dance és az underground zene és kultúra jelképe is volt az 1990-es évek elején. Végül az internetkultúra egyik alapja lett, mint érzelmet kifejező ikon.

## Smileyworld Ltd.
A Smiley egy márka, amit Franklin Loufrani 1971-ben fejlesztett ki. Ő a többségi tulajdonosa a Smileyworld Ltd-nek, annak a vállalatnak, mely küldetésként azt fogalmazta meg magának, hogy boldogabbá és élhetőbbé tegye a világot. A Smiley márkát szerte a világban az életmód-iparágak vásárolják; tervezői folyamatosan fejlesztik egyre kreatívabb termékké, melynek változatai a Smiley Collection („Smiley gyűjtemény”) és Smiley Beauty („Smiley szépség”) címek alatt tekinthetők meg.
A márka természetes pamutot használ fel a környezet és a gyártásban résztvevők egészsége védelmében. A szerzői jogdíjak 10%-át a világ több országában a szociális tevékenységeket szervező Smiley World Association-ön keresztül jótékony célra fordítják. A mozgalom jelszava: Oszd meg a mosolyodat a rászorultakkal!
1997-ben Franklin fia, Nicolas Loufrani megkezdte az eredeti Smiley logóra épülő új ikon-világ kialakítását. Ma több mint 1200 ikon van használatban Smileyworld márkanév alatt. E márka alapja egy kommunikációs koncepció, amely azt célozza, hogy társas érintkezést kifejező termékekkel (üdvözlőlapokkal, ajándéktárgyakkal, stb.) segítse a kommunikációt. Ez egyben oktató célú projekt is: könyvek, játékok, interaktív termékek készülnek.[forrás?]

## Jogi nyilatkozat
A Smiley 1971 óta hivatalosan bejegyzett védjegy. A Smiley nevet és logót mára több mint 100 országban jegyezték be, árucikkek és szolgáltatások 25 osztályában használják. A Washingtoni Kongresszusi Könyvtárban több mint 1200 Smiley „emotikon” van bejegyezve, melyek mindegyikét az Egyetemes Szerzői Jogi Egyezmény védi. Az utóbbi 10 évben a Smileyworld Ltd. 800-nál is több licencszerződést írt alá világszerte, és az öt kontinens minden fontos országában a legtöbb áruosztályra alkalmazza ezzel kapcsolatos jogait. A Smileyworld Ltd. több mint 60 ügyvédi irodával áll kapcsolatban szellemi tulajdona védelme érdekében.